# Ryan Seacrest
Ryan John Seacrest (ur. 24 grudnia 1974) – amerykański prezenter telewizyjny i radiowy, przedsiębiorca oraz producent telewizyjny.

## Życiorys
Ryan Seacrest urodził się w Dunwoody w Georgii, jako syn gospodyni Constance Marie i adwokata Gary'ego Lee Seacresta. Ma młodszą siostrę Meredith i jest szwajcarskiego pochodzenia. 
Jako nastolatek chciał być DJ-em i uwielbiał prezenterów radiowych, takich jak Casey Kasem i Dick Clark. Ryan zapowiadał poranne ogłoszenia w liceum w Dunwoody, które ukończył w 1993 roku.
Popularność zdobył jako prowadzący talent show American Idol. Został też współprowadzącym rozrywkowy show informacyjny E! News, uczestniczy również w corocznym programie ABC Dick Clark's New Year's Rockin' Eve. W 2024 przejął rolę prowadzącego teleturniej Wheel of Fortune, zastępując wieloletniego gospodarza tego programu, Pata Sajaka.
Prowadzi radiowe notowanie American Top 40 oraz autorską audycję On Air with Ryan Seacrest.
Był nominowany do nagrody Emmy.